# Prețul trupului
Prețul trupului (engleză: Body of Evidence) este un film  americano-german erotic din 1993, scenariul este scris de Brad Mirman. A fost nominalizat la șase premii Zmeura de Aur, Madonna câștigând premiul pentru „Cea mai proastă actrță”. A fost inclus și pe lista din 2005 a celor mai detestate filme realizată de Roger Ebert.

## Acțiune
Rebecca Carlson este acuzată că prin apetitul ei sexual exagerat ar fi cauzat moartea amantului ei. În perioada procesului avocatul ei Frank Dulany are o aventură sexuală intensă cu inculpata. Frank Dulany reușește să dovedească în fața instanței nevinovăția ei. Însă după proces avocatul are îndoieli cu privire la nevinovăția inculpatei. El reușește în cele din urmă să salveze la timp pe doctorul Payly, care ar fi fost următoarea victimă a femeii psihopate.

## Distribuție
- Willem Dafoe: Frank Dulaney
- Madonna: Rebecca Carlson
- Joe Mantegna: Robert Garrett
- Anne Archer: Joanne Braslow
- Frank Langella: Jeffrey Roston
- Julianne Moore: Sharon Dulaney
- Jürgen Prochnow: Dr. Alan Payly
- Stan Shaw: Charles Biggs